# Kurfürstenstraße (metrostation)
Kurfürstenstraße is een station van de metro van Berlijn, gelegen onder de gelijknamige straat die de grens vormt tussen de Berlijnse wijken Schöneberg en Tiergarten. Het metrostation werd geopend op 24 oktober 1926 aan het zogenaamde "ontlastingstracé", een tunneltraject parallel aan het oudere luchtspoor tussen Gleisdreieck en Nollendorfplatz. Station Kurfürstenstraße is tegenwoordig onderdeel van lijn U1 en lijn U3 .
Het station heeft een eilandperron en ligt direct onder de straat. Aan beide uiteinden van het perron bevinden zich uitgangen die leiden naar de middenberm van de Kurfürstenstraße. Oorspronkelijk waren de wanden van het door Alfred Grenander ontworpen metrostation bekleed met gele tegels, maar bij een renovatie aan het einde van de jaren 1980 werd de aankleding vervangen door een patroon in pastelkleuren.
Ten oosten van het station, net voorbij de kruising van de Potsdamer Straße, maakt de tunnel een S-bocht om onder een binnenplaats terecht te komen. Hier stijgt de lijn en gaat de tunnel over in een omsloten brug, die in een huizenblok aan de Dennewitzstraße de open lucht bereikt.

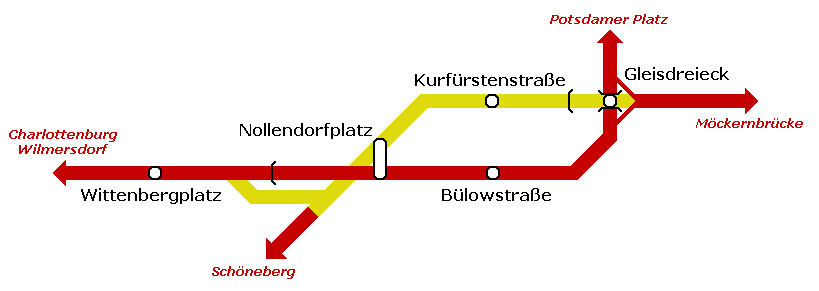
Het ontlastingstracé (geel)